# Dryopetalon paysonii
Dryopetalon paysonii är en korsblommig växtart som först beskrevs av Reed Clark Rollins, och fick sitt nu gällande namn av Al-shehbaz. Dryopetalon paysonii ingår i släktet Dryopetalon och familjen korsblommiga växter. Inga underarter finns listade i Catalogue of Life.